# Lola Mejías
María Dolores Mejías Bonilla, conocida como Lola Mejías (Torremocha, Cáceres, 15 de agosto de 1912-Zaragoza, 6 de septiembre de 1999) fue una poeta española, esposa del filósofo y también poeta Eugenio Frutos.
Casada en Cáceres con el mencionado filósofo de la Generación del 27 el 3 de julio de 1933, se instaló en Zaragoza cuando su marido ocupó la cátedra de Filosofía del Instituto Goya en 1942. Desde entonces participó asiduamente en la vida cultural de esta ciudad, frecuentando tertulias y publicando poesías y cuentos en revistas de alcance nacional que firmó como Lola Mejías o Lola Mejías de Frutos. Escribió asimismo guiones de cine, aunque ninguno llegó a rodarse, y practicó la pintura naíf. 
Publicó en forma exenta el libro de poemas Hasta llegar a Dios en 1964 (escritos entre 1954 y 1959, según la dedicatoria), donde se manifiesta una religiosidad de corte existencial alejada de las convenciones del momento. En 1981 quedó finalista del Premio Ciudad de Badajoz de Poesía con el poemario Amante el camino. Otros poemas suyos están recogidos en antologías como Poesía extremeña actual, III (Badajoz, Esquina Viva, 1979) o Yin, poetas aragonesas 1960-2010 (Tarazona, Olifante, 2010).